# Cayo Valerio Levino
Cayo Valerio Levino (en latín, Gaius Valerius Laevinus) fue un político y militar de la República Romana que ocupó el consulado en el año 176 a. C. en reemplazo del cónsul Cneo Cornelio Escipión Hispalo.  

## Familia
Era hijo del consular Marco Valerio Levino y por parte de madre era hermanastro de Marco Fulvio Nobilior, el cónsul del año 189 a. C. 

## Carrera política
Acompañó a Nobilior al asedio de Ambracia en ese año, y los etolios, que habían tenido lazos de amistad con su padre, lo eligieron como su patrón ante el cónsul y Nobilior permitió su mediación. Debido a esto, concedió a los ambraciotas y a la Liga Etolia términos inusualmente favorables, y lo envió con los delegados a Roma para que el Senado y el pueblo romano ratificara la paz.
En 179 a. C. Levino fue uno de los cuatro pretores nombrados según la ley Bebia y obtuvo como provincia la isla de Sardinia. 
En 176 a. C. el cónsul Cneo Cornelio Escipión Hispalo murió repentinamente durante el ejercicio de su cargo y Levino fue nombrado cónsul en su lugar. Ansioso por una distinción militar, sólo tres días después abandonó Roma para tomar el mando de la legión de Liguria y derrotó a los lígures en el año 175 a. C. 
En 174 a. C. fue enviado con otros comisionados a Delfos para aclarar algunos problemas internos entre los etolios. En el año 173 a. C. el Senado lo envió a la corte macedonia, para observar los movimientos del rey Perseo, y después a Alejandría para renovar la alianza con Ptolomeo VI Filometor. En 172 a. C. volvió a Roma procedente de Grecia. 
Optó a la censura en el año 169 a. C. pero no fue elegido.